# Девід Аданг
Девід Ваїау Аданг (наур. David Waiau Adeang; (24 листопада 1969 , Науру )) — науруанський політичний діяч.
Президент Науру від 30 жовтня 2023 року.
Засновник політичної партії «Наоеро-Амо», син колишнього президента країни Кеннана Аданга. Девід обіймав посади спікера парламенту (2008), міністра фінансів
,
юстиції та закордонних справ
,
помічника президента (під час обох президентських термінів Людвіга Скотті

та Барона Вака з 2013 року
).

## Біографія
Девід Аданг народився 24 листопада 1969 року в Науру.
Свою політичну кар'єру почав як юрист.
Коли 6 листопада 2001 року відбувалися чергові вибори до парламенту Науру від виборчого округу Убенід, Девід обійняв одне з чотирьох місць (яке обіймає досі), перемігши Джозефа Гірама (решта трьох депутатів було переобрано).
Разом з Кіреном Кеке, Марленом Мозесом, Рональдом Куном, Шоном Оппенгеймером та Спрентом Дабвідо Девід Аданг є одним із засновників партії «Наоеро-Амо».
На парламентських виборах у травні 2003 року члени партії здобули 3 з 18 місць (Аданг, Кеке та Ріддел Акуа).
Наоеро Амо вступили в коаліцію з прихильниками Людвіга Скотті, і коли той став 24-й президентом Науру, Аданг здобув посади міністра фінансів і помічника президента
.
У серпні 2003 року парламент висловив уряду Скотті вотум недовіри, тому Людвіга на посаді президента змінив Рене Гарріс, а його прихильники, разом з Аданга, втратили свої посади.
У квітні 2004 року, після акції протесту в міжнародному аеропорту Науру в Ярені, члени «Наоеро-Амо» — Аданг, Кеке та Фабіан Рібау були звинувачені у підбурюванні до заколоту.
Коли 22 червня 2004 року Скотті знову обійняв президентську посаду, всі звинувачення з них було знято, а Аданг здобув посаду міністра закордонних справ та юстиції
.
Девід Аданг був першим міністром закордонних справ, не будучи при цьому президентом: з моменту здобуття Науру незалежності в 1968 році посаду міністра закордонних справ обіймали лише чинні президенти.
У жовтні 2004 року Аданг був знову переобраний до парламенту від виборчого округу Убенід. Цього ж місяця він залишив посаду міністра юстиції і знову став міністром фінансів, зберігши посаду міністра закордонних справ.
На наступних виборах у 2007 році Девід також з легкістю зберіг своє місце в парламенті від Убеніда (набравши найбільшу кількість голосів)
.
У спробах змістити президента та Аданга, як його заступника, діяльність Девіда зазнала критики, зокрема його публічні заяви, які критикують зовнішню політику США, та звинувачення у зв'язках з азійськими бізнесменами та торгівлею паспортами Науру
,
але розслідування не виявили жодних порушень з боку Аданга
.
З відставкою Скотті наприкінці 2007 року Аданг залишив посаду помічника президента та міністерські посади.

### Події 2008 року
У 2008 році в альянсі із колишнім президентом Рене Гаррісом Аданг спробував змістити уряди тодішнього президента Маркуса Стівена, але голосування парламенту зірвалося через добровільну відставку спікера Ріддела Акуа. Після скасування ряду кандидатур 20 березня 2008 року новим спікером був призначений Девід Аданг
.
Вже 22 березня новий речник скликав парламентську сесію, на якій більшістю голосів прихильників Аданга було ухвалено рішення про заборону подвійного громадянства для членів парламенту.
Це рішення стосувалося низки чиновників з кабінету міністрів, зокрема Кеке та Фредеріка Пітчера, яких не запросили на засідання.
Їхня відставка дозволила б опозиції Аданга контролювати більшість місць у парламенті.
Уряд відкинув легітимність постанови, заявивши, що вона є неконституційною через відсутність парламентського кворуму
,
а президент Стівен звинуватив Девіда та його прихильників у спробі підірвати стабільність країни
. .
28 березня Аданг наказав Кеке та Пітчеру звільнити свої місця в парламенті і, отримавши відмову
,
31 березня звинуватив уряд у державному перевороті
.
Протистояння та взаємні звинувачення уряду та парламенту тривало до початку наступного місяця
,
поки 7 квітня Верховний суд не визнав парламентську сесію 22 березня недійсною через відсутність кворуму, на що Аданг заявив, що рішення парламенту перебувають поза юрисдикцією судів
.
10 квітня Аданг призупинив дії всіх дев'яти урядових депутатів (включно з президентом) у парламенті
,
на що Стівен 18 квітня оголосив у країні надзвичайний стан, розпустив поточний парламент і оголосив нові парламентські вибори
.
Після виборів 26 квітня новим спікером був обраний Ріддел Акуа (що передував Адангу на цій посаді), що посилило позиції президента Стівена
.

### Події 2013 року
Після переобрання на виборах 2013 року Аданг підтримав обрання Барона Вака на посаду президента Науру, за що здобув призначення до кабінету міністрів.
Девід Аданг здобув портфелі міністрів фінансів розвитку, юстиції, міністерську відповідальність за «Eigigu Holdings Corporation» і «Nauru Airlines» і посаду помічника президента
..
У липні 2013 року, коли Вака не було в країні, а Аданг виконував обов'язки президента, Девід ухвалив рішення про заборону засобам масової інформації Науру транслювати інтерв'ю опозиційного депутата Метью Батзіуа, який критикував чинний уряд (зокрема начальника поліції та його реакцію) і дії на заворушення у слідчому ізоляторі (Науру)
.
Цей акт цензури викликав привернення уваги та викликав засудження міжнародної громадськості.
Через кілька днів після цього Аданг знову заборонив вихід в ефір інтерв'ю опозиціонера, цього разу Кірена Кеке, який критикував угоду між урядами Науру та Австралії про переселення в першу чергу біженців, які прибувають до Австралії
.
На лютий 2017 року Девід Аданг зберіг за собою всі посади, що займалися при президенті Вака
..
Після виборів 24 серпня 2019 року Девід розглядався як реальний кандидат на посаду президента країни.
Справа в тому, що чинного президента Вака не було обрано до парламенту країни.
Однак на першому засіданні він беззастережно програв вибори своєму конкуренту Лайонелу Енгімея
.

### Події 2023 року
Восени чинний президент Науру з низки причин здобув вотум недовіри у парламенті.
Наприкінці жовтня 2023 року Аданг був обраний президентом країни.
15 січня 2024 року уряд Аданга розірвав дипломатичні відносини Науру з Тайванем і відновив відносини з Китайською Народною Республікою
.
Девід Аданг стверджує, що ухвалив це рішення на благо економіки Науру
.